# Wesley Bolin
Harvey Wesley Bolin (1er juillet 1909 - 4 mars 1978) est un homme politique américain du Parti démocrate qui est le 15e gouverneur de l'Arizona entre 1977 et 1978. Ses cinq mois au pouvoir marquent le mandat le plus court pour un gouverneur de l'Arizona. Avant d'accéder au poste de gouverneur, Bolin est le secrétaire d'État de l'Arizona ayant exercé le plus longtemps, servant 28 ans de 1949 jusqu'à ce qu'il accède au poste de gouverneur en 1977 après la démission de son prédécesseur.

## Biographie
Harvey Wesley Bolin est né dans une ferme près de Butler, dans le Missouri, fils de Doc Strother Bolin (1878–1946) et de Margaret (Combs) Bolin (1885–1966). Sa famille s'installe en Arizona quand il a six ans, et Bolin grandit à Phoenix. Il fréquente l'école élémentaire Isaac, est diplômé de la Phoenix Union High School et fréquente le Phoenix College. Bolin travaille dans le secteur du nettoyage à sec et obtient un LL. B. de l'Université La Salle.
Militant démocrate, Bolin est élu constable du commissariat de West Phoenix en 1938. De 1943 à 1948, il est juge de paix du commissariat de West Phoenix. Lorsqu'il est juge, Bolin est l'un des organisateurs de l'Association des juges de paix et des gendarmes de l'Arizona.
Bolin est secrétaire d'État de l'Arizona pendant un total de 28 ans, 9 mois et 17 jours (soit 10 518 jours) et reste le secrétaire d'État ayant exercé le plus longtemps dans l'histoire de l'Arizona. Il est élu pour la première fois au deuxième poste le plus élevé de l'État en 1948 et est réélu tous les deux ans entre 1950 et 1968, lorsque les mandats exécutifs sont de deux ans, et deux fois de plus en 1970 et 1974, lorsque les mandats deviennent de quatre ans. Ce n'est qu'au cours de ses trois dernières campagnes qu'il rencontre des difficultés significatives, aboutissant à une quasi-défaite lors de sa treizième campagne en 1974.
Il accède au poste de gouverneur en octobre 1977 après que le gouverneur précédent, Raúl H. Castro, ait été nommé ambassadeur en Argentine par le président Jimmy Carter. En vertu de la Constitution de l’Arizona, le secrétaire d’État, s’il est élu à ce poste, est le premier à remplir un poste vacant de gouverneur. Bolin est le deuxième secrétaire d'État à succéder au poste de gouverneur de l'Arizona, après Dan Edward Garvey en 1948. En 1977, le Barreau de l'État de l'Arizona décerne à Bolin son premier prix Liberty Bell en reconnaissance de sa responsabilité en tant que gardien des lois.
Bolin est décédé à son domicile d'une crise cardiaque le 4 mars 1978,. Il est incinéré et ses cendres sont dispersées dans plusieurs sites, un dans chacun des 14 comtés de l'Arizona.
Après la mort de Bolin, Bruce Babbitt lui succède au poste de gouverneur. Rose Mofford avait été nommée par Bolin pour terminer son mandat de secrétaire d'État, mais n'était pas éligible pour lui succéder en tant que gouverneur parce qu'elle n'avait pas été élue à son poste. Babbitt, alors procureur général de l'État, est le suivant dans la ligne de succession et a été élu à son poste. Il termine les neuf mois restants du mandat, puis est réélu pour deux mandats en tant que gouverneur.
La place commémorative Wesley Bolin, près du Capitole à Phoenix, en Arizona, est nommée en son honneur et est désignée comme un point de fierté de Phoenix.